# Carlos Cillóniz
Carlos Cillóniz Oberti (* 1. Juli 1910 in Ica; † 24. Oktober 1972 in Lima) war ein peruanischer Fußballspieler. Er nahm an der ersten Fußball-Weltmeisterschaft 1930 in Uruguay teil.

## Karriere
Cillóniz verbrachte seine gesamte Spielerkarriere bei Universitario de Deportes. 1929 gewann er mit diesem Klub die peruanische Meisterschaft und wurde mit acht Treffern Torschützenkönig.
Bei der Weltmeisterschaft 1930 wurde Cillóniz von Nationaltrainer Francisco Bru in das peruanische Aufgebot berufen.  In den beiden Vorrundenspielen gegen Rumänien und Uruguay kam er jedoch nicht zum Einsatz.
Cillóniz, der von Beruf Ingenieur war, bekleidete bei seinem alten Verein Universitario von 1950 bis 1954 das Amt des Vereinspräsidenten.

## Erfolge
- Peruanische Meisterschaft: 1929